# 方中 (天順進士)
方中（1434年—？），字大本，浙江嚴州府淳安縣人，明朝政治人物。同進士出身。

## 生平
景泰四年（1453年）癸酉科浙江鄉試第五十三名。天順元年（1457年）丁丑科會試第十四名，殿試登進士第三甲第一百二十一名。

## 家族
曾祖父方宗武。祖父方原仁。父亲方文傑。